# Pellagra
Pellagra är en bristsjukdom som uppstår vid brist på vitaminen niacin (vitamin B3). Niacinbrist kan även uppstå vid brist på den essentiella aminosyran tryptofan då niacin syntetiseras från tryptofan.
Symptom är dermatit och förändringar på slemhinnor, mag-tarmkanalen såsom diarré och sena komplikationer är förändringar på nervsystemet som ger förvirring och encefalopati.
Pellagra är vanlig i länder där man lever på ensidig majskost och behandlas främst genom tillförsel av niacin. I Anne Applebaums bok Gulag hänvisas till att folkkommissariernas råd i Sovjet år 1939 medgav att ”upp till 60 % av lägerfångarna led av pellagra eller andra sjukdomar orsakade av undernäring”.